# GAZ-3102
O GAZ-3102 Volga é um automóvel fabricado pela Gorkovsky Avtomobilny Zavod (GAZ, Fábrica de Automóveis Gorky) de 1982 a 2009 como uma geração de sua marca Volga.

## Protótipo GAZ-3101
Em 1976, os primeiros protótipos foram mostrados e, sob o novo sistema de numeração de automóveis soviético, o carro foi batizado como GAZ-3101. Visualmente, o veículo incluía um painel completamente novo, que lembrava a moda mais musculosa da América do Norte, emoldurado por faróis quadrados construídos na Alemanha Oriental com lavadores de jato de água, um para-choque cromado mais angular com revestimento de resina, faróis de neblina suspensos abaixo e a grade "Baleen" da marca registrada. Ao mesmo tempo, a influência europeia conservadora também pode ser rastreada nos novos painéis traseiros, com um grande conjunto de lanternas traseiras. Como medida de segurança adicional, o tanque de combustível migrou para trás do banco traseiro de sua posição sob o porta-malas, permitindo que o estepe ocupasse seu espaço. De lado, o perfil do GAZ-24 permaneceu, mas as portas agora estavam sem quebra-ventos e apresentavam maçanetas afundadas de acordo com os novos padrões de segurança passiva para pedestres. Embora os tradicionais espelhos cromados montados nas portas tenham sido mantidos, foi feita uma provisão para ajuste interno.
Por dentro, o veículo tinha um interior completamente novo, com encostos de cabeça em todos os assentos, um novo painel revestido de poliuretano com painéis de instrumentos integrados e controles de coluna de direção para limpadores/lavadores de para-brisa e luzes indicadoras/farol alto, desembaçador de vidro traseiro e outros recursos. Em termos de chassi, o veículo apresentava um sistema de freios de contorno dividido servoassistido a vácuo, freios a disco dianteiros, pneus radiais e calotas "aerodinâmicas". Os protótipos eram movidos por um GAZ-24-14 V6 de 2990 cc com um bloco de cilindros de ferro fundido originalmente desenvolvido para o GAZ-24, e o idêntico GAZ-24-18, com um bloco de alumínio. Ambos os motores produziam 136 hp, mas o último era muito mais leve. Os protótipos GAZ-3101 mostrados também apresentavam transmissão automática, direção hidráulica, vidros elétricos e ar condicionado. Como seus predecessores, os protótipos participaram de excursões muito divulgadas pela URSS, e a GAZ estava pronta para começar seus lotes pré-transportadores em 1978. A posição notável da escotilha de combustível é um dos poucos indicadores de que este é um carro de produção inicial, com a injeção de carga estratificada original

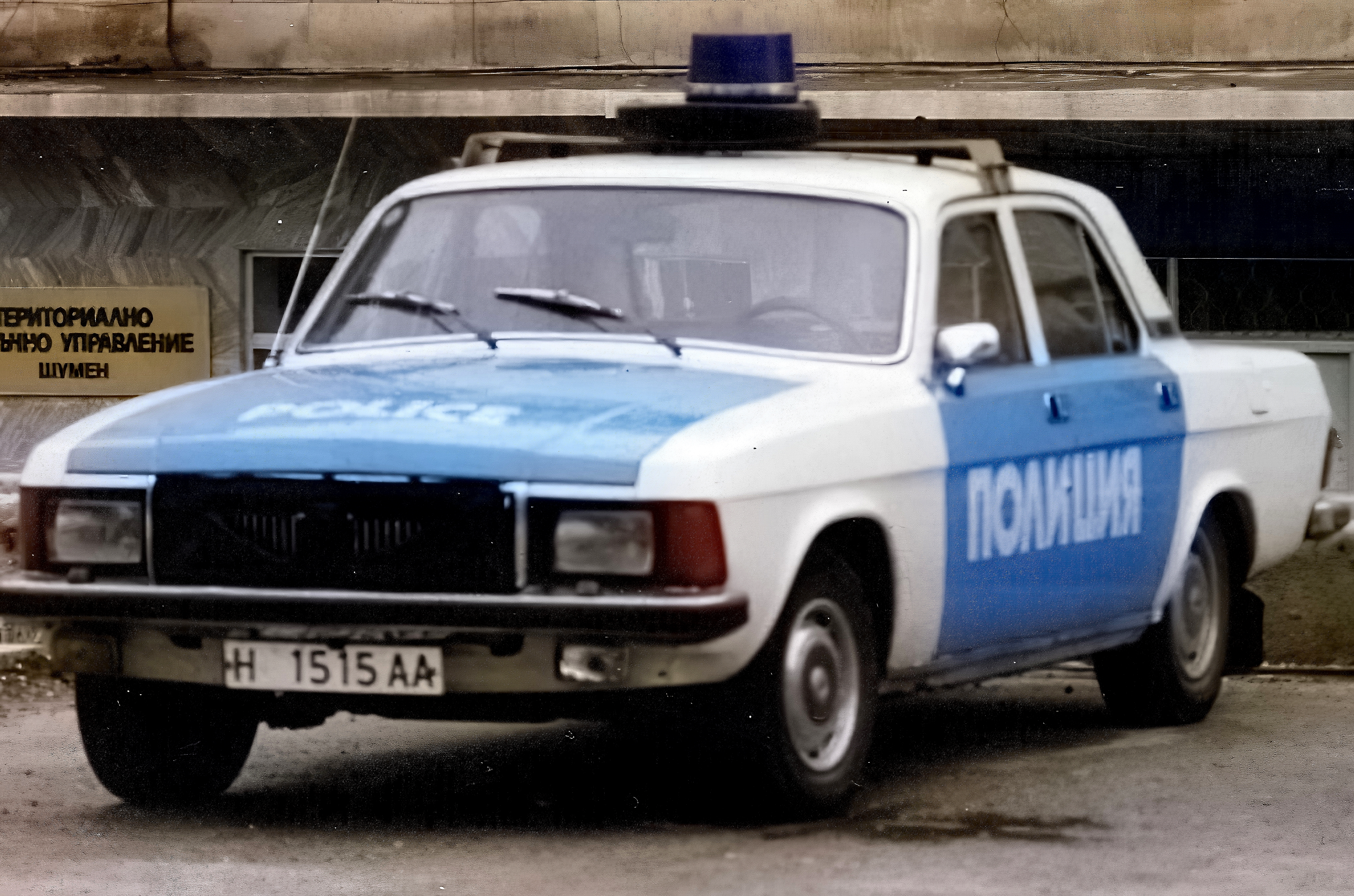
A posição notável da escotilha de combustível é um dos poucos indicadores de que este é um carro de produção inicial, com a injeção de carga estratificada original

Pelos próximos dois anos, a GAZ ficou com um carro aprovado para produção, mas sem o sinal verde necessário de Moscou. Vários motivos desempenharam um papel, mas acima de tudo foi a mesma administração da economia planificada da URSS que forçou a terceira geração do Volga a uma substituição derivada do GAZ-24. Polyakov, que estava ansioso para ver a gigante da VAZ produzindo carros mais novos, garantiu uma grande quantia de investimento para a Porsche ajudar no desenvolvimento da nova família Lada Samara de tração dianteira. Outros motivos incluíam a incapacidade dos produtores clientes, ou seja, a fábrica de motores Zavolzhye, de iniciar a produção da unidade V6. A Autoexport também estava cautelosa com esse motor, já que a economia de combustível se tornou um problema importante após a crise petrolífera de 1973 na Europa, cuja exportação era uma fonte de moeda estrangeira muito necessária.

## GAZ-3102

### Detalhes técnicos
Diante dessas restrições, a GAZ continuou a modificar e alterar a composição do carro. Um desses resultados foi o motor ZMZ-4022 com carga estratificada ou, em termos originais, "pré-câmara — ignição por maçarico". Semelhante ao design do Honda CVCC, a GAZ experimentou essa tecnologia no início dos anos 1950, e sua patente data de 1968. Agora que tinha tempo de sobra, decidiu-se introduzir essa novidade. Para manter os custos de produção baixos, o novo motor manteve todas as principais características do ZMZ-24D: 4 cilindros, OHV, cilindrada etc. No entanto, o material do bloco do cilindro e do cabeçote agora era alumínio. A grande novidade eram quatro válvulas de admissão adicionais que carregavam as pré-câmaras de combustão. Alimentando isso havia um carburador de três cilindros, onde o tiragem do terceiro cilindro era direcionado para as quatro pré-câmaras. As velas de ignição estavam localizadas dentro dessas câmaras, e a mistura pobre de combustível e ar nos cilindros principais era inflamada por jatos cônicos (as "tochas") dessas pré-câmaras. Comparado ao ZMZ-24D, a potência aumentou em 10 hp para 105 a 4750 rpm. Embora o carro fosse 50 kg mais pesado, ele agora podia acelerar de 0 a 100 km/h em 16,2 segundos (comparado aos 22 do GAZ-24) e a velocidade máxima também aumentou de 145 para 152 km/h. Embora não fosse exatamente uma dinâmica impressionante na virada da década, seus números de economia de combustível eram: de 9,5 km/L no GAZ-24 para 11,7 km/L.

### História
Com o novo motor e em acabamento simplificado, o novo carro foi rebatizado como GAZ-3102. Ainda esperando introduzir o motor V6 em uma data posterior, a designação GAZ-3101 foi mantida para ele (e será usada para os modelos V8 "Chaser"). Direção hidráulica e caixa de câmbio automática também foram removidas da composição. O "novo" Volga foi reenviado a Moscou para o sinal verde para produção no início de 1980 e foi exibido nas Olimpíadas de Moscou para o público em geral. Apesar do interesse geral no carro, ele tomaria um caminho completamente diferente para que a ordem de produção finalmente chegasse.
No final de 1976, a GAZ lançou sua limusine de terceira geração, a GAZ-14 Chaika. Ao contrário do 3101, a GAZ conseguiu garantir o sinal verde e o financiamento necessários para este veículo limitado. Ele também manteve sua filosofia original de design de tamanho grande e, comparado ao seu antecessor, o GAZ-13 Chaika, o GAZ-14 acabou sendo um carro muito maior e mais prestigioso. Embora a economia do país estivesse estagnada em um ritmo alarmante, sua classe dominante envelhecida (a nomenklatura) estava aumentando, assim como seus apetites, e na hierarquia semioficial, nem todos tinham o direito de atualizar do antigo Chaika para o novo. Como resultado, a montagem do GAZ-13, um carro desenvolvido em grande parte a partir do Packard Patrician de 1956 e produzido desde 1959, foi continuada junto com o novo Chaika, apesar de seu arcaísmo óbvio para a época.

#### Início da produção
Seria necessária uma tragédia para quebrar essa situação paradoxal. Em 4 de outubro de 1980, fora da cidade de Minsk, um caminhão colidiu com a carreata, matando o primeiro secretário do Partido Comunista da Bielorrússia, Pyotr Masherov. Permanece controverso se isso foi um "acidente", dadas suas ambições políticas, mas ele morreu em um GAZ-13 Chaika (embora seu status não só lhe permitisse o GAZ-14, mas até mesmo a limusine carro-chefe ZIL-4104). No rescaldo, a GAZ teve que suportar críticas de que estava produzindo um veículo arcaico e, em 1981, o último GAZ-13 partiu de Gorky. Essa reviravolta deixou a terceira nomenclatura soviética sem um carro de status, para quem o GAZ-24 Volga padrão não era mais aceitável. Foi aqui que o GAZ-3102 finalmente encontrou seu papel, nunca sendo vendido ao público ou disponibilizado como táxi ou ambulância. Uma versão de perua, embora desenvolvida, nunca foi montada.
Em abril de 1982, a montagem manual deste carro começou na unidade especializada na fábrica que construiu os Chaikas, com uma produção anual de cerca de 3000 carros. Apesar de seu status e qualidade de montagem, em meados da década de 1980, era claramente um automóvel desatualizado em comparação com seus equivalentes ocidentais (Mercedes-Benz W124, Volvo 760, Renault 25, Nissan Cedric etc.). Foi planejado que tanto o GAZ-3102 quanto o GAZ-24 fossem aposentados até o final da década. Com a ascensão de Mikhail Gorbatchov, o início da perestroika e a nomeação de Nikolay Pugin, ex-administrador da GAZ como Ministro da Produção Automobilística, avançou-se no desenvolvimento de seus substitutos pela nova família 3103/3104/3105. Como medida temporária, a GAZ conseguiu usar a maioria das atualizações mecânicas do 3102 e adaptá-las ao GAZ-24 em 1986.

#### História posterior
No entanto, o colapso da União Soviética e a difícil entrada da Rússia na economia de mercado congelaram essas ambições permanentemente. Em 1992, as estampagens do GAZ-24 se deteriorariam completamente e, usando as formas de prensa 3102, o GAZ-31029 resultaria na esteira (efetivamente o resultado final antecipado, com mais de uma década de atraso). Ao mesmo tempo, a montagem manual do GAZ-3102 praticamente cessou, pois o mercado-alvo, os funcionários de nível médio, agora tinham acesso a carros estrangeiros, com os quais o GAZ-3102 não poderia competir. Não mais vinculado ao estado, em 1993 a GAZ disponibilizou o 3102 ao público. Novamente, esta foi uma medida temporária, pois a unidade de pequeno volume antecipou um novo carro (na forma de GAZ-3105 e GAZ-3111, veja abaixo), mas a falta "temporária" de um deixaria uma força de trabalho considerável desempregada. Sem um companheiro estável (o GAZ-14 Chaika foi aposentado à força em 1988), a GAZ agora tinha recursos para aumentar os volumes para dez mil por ano (o que atingiu em 1996).
A adoção para montagem de maior volume exigiria várias modificações (ou simplificações) a serem realizadas. A nova, mas problemática em manutenção, ignição de carga estratificada foi removida, substituída por um motor ZMZ-402 padrão. Outra mudança foi a localização do tanque de combustível e do estepe. O GAZ-24 original tinha seu tanque sob o porta-malas e a roda fixada dentro dele, ocupando um generoso volume de carga. Para o GAZ-3102, o tanque de combustível foi movido para trás do banco traseiro e o estepe tomou seu lugar. Isso não apenas aumentou a segurança, mas também facilitou o acesso ao posto de gasolina (a escotilha estava localizada logo abaixo e ligeiramente atrás do pilar C). Por razões econômicas, o GAZ-31029 manteve a configuração original e, ao unificar as formas de estampagem, o 3102 foi equipado com o layout antigo.

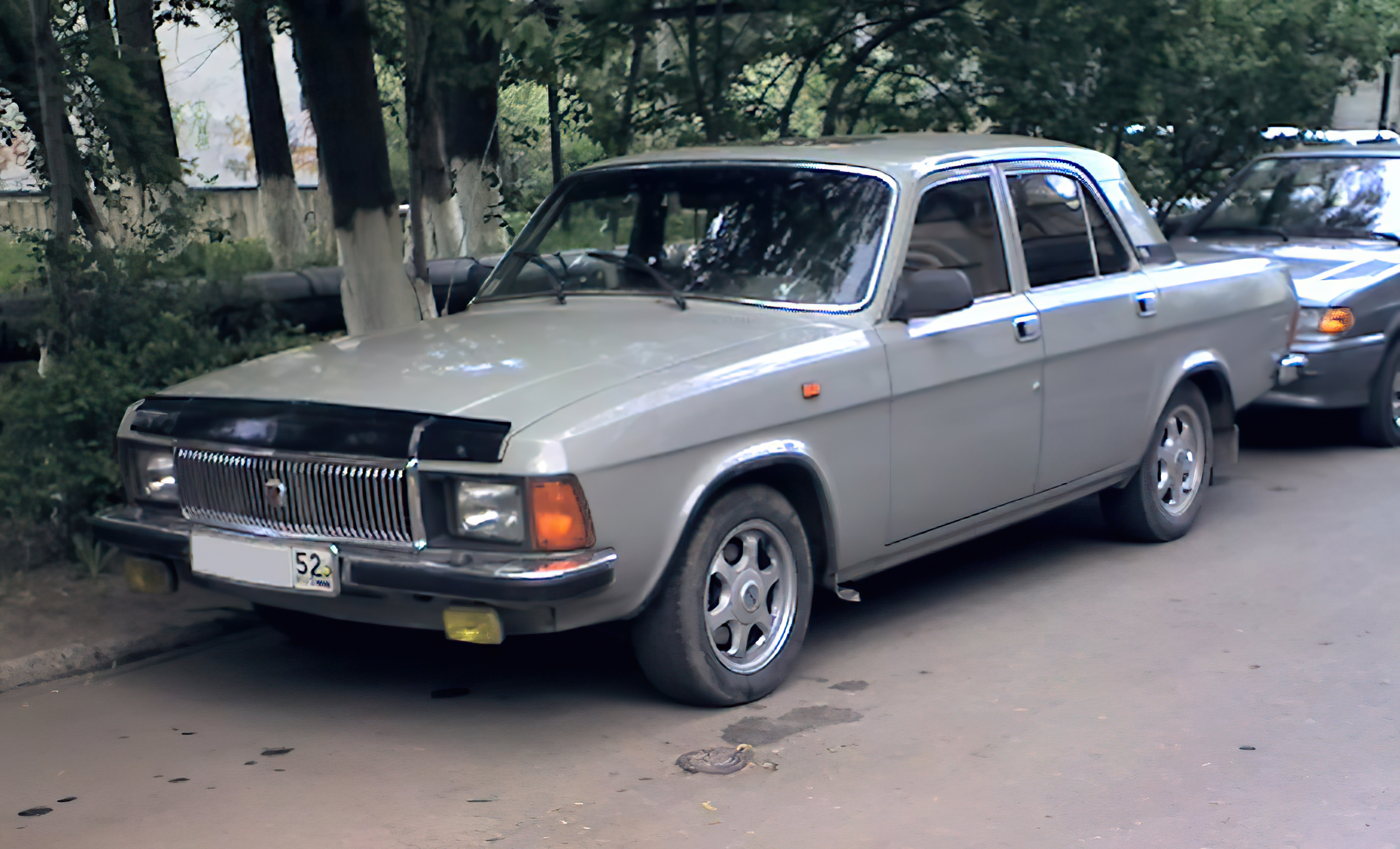
Não é difícil estimar o ano de produção de qualquer GAZ-3102 apenas por exame visual. A localização inferior da escotilha de combustível — depois de 1993. Pintura metálica — depois de 2001. Maçanetas originais — antes de 2005.

Apesar do preço mais alto, o GAZ-3102 teve vendas relativamente boas e continuou em demanda. Comparado ao GAZ-31029, ele tinha uma reputação notavelmente maior em qualidade de produção. Quando o primeiro foi aposentado e substituído pelo GAZ-3110, o 3102 foi equipado com atualizações do 3110, mas não foi atualizado externamente, pois seu visual havia se tornado clássico. As atualizações incluíam uma caixa de câmbio de 5 velocidades, motor ZMZ-406 com injeção de combustível, freios a disco Lucas ventilados, um único eixo traseiro, direção hidráulica, novo painel elétrico e acabamento. Na verdade, todos esses recursos seriam testados primeiro no GAZ-3102, antes de serem introduzidos no Volga produzido em massa.
Este arranjo final entraria em um padrão, que duraria até 2009. Qualquer novidade seria introduzida primeiro no 3102, seria então instalada no 3110 (e 31105 após 2005). As mudanças incluiriam maçanetas da porta na cor da carroceria, espelhos retrovisores regulados eletronicamente com luzes indicadoras e suspensão traseira com barra de torção dupla, remoção dos pinos mestres arcaicos da suspensão dianteira e novos motores como o ZMZ-405 ou Chrysler DOHC e Steyr Diesels produzidos sob licença. No início de 2009, após quase 26 anos e meio em montagem, o GAZ-3102 foi finalmente aposentado. Um total de 155.850 carros foram produzidos à mão durante o período, incluindo 27 mil Volgas originais com os motores ZMZ-4022.

## Variantes

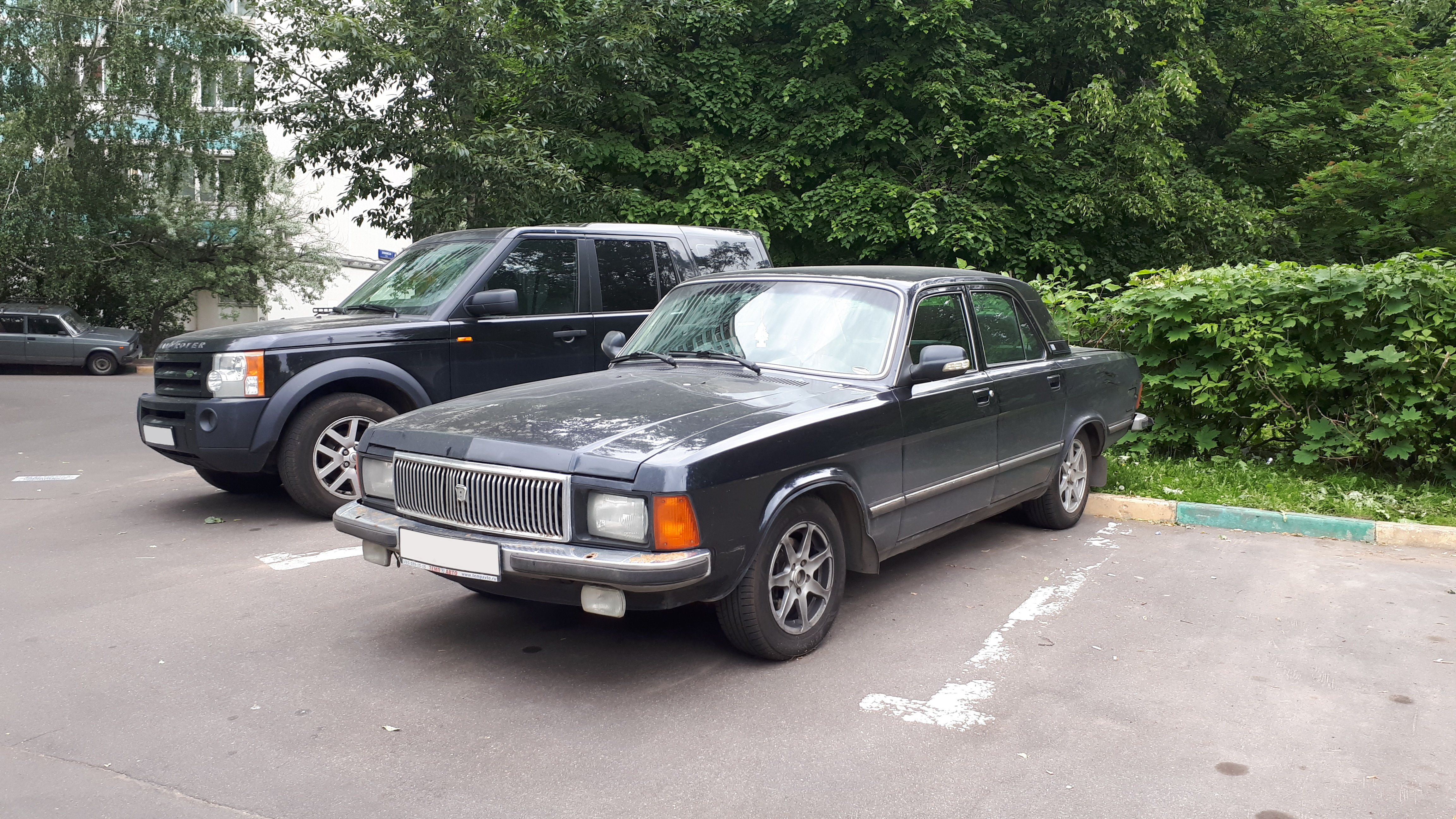

Assim como o GAZ-23 e o GAZ-24-24, também existiam "Chasers" V8 especializados, que mantiveram a designação original GAZ-3101. O GAZ-31011 carregava um motor ZMZ-53 ligeiramente modificado, que era quase idêntico em produção e peças ao usado nos caminhões GAZ-53 e GAZ-3307. O GAZ-31013, por outro lado, tinha o mais potente ZMZ 505.10 de 220 hp com carburador duplo baseado no V8 do mais novo GAZ-14. Não mais do que 300 desses carros foram produzidos para a 9ª Diretoria e seu sucessor, o Serviço Federal de Proteção até 1996.
Também houve uma série de protótipos construídos: o 31025 de 1983 com motor Indenor diesel de 70 hp (52 kW; 71 PS) e 2.112 cc; e o 3102L com maior distância entre eixos, de 1987.